# فني الطوارئ الطبية البرية
فني الطوارئ الطبية البرية (بالإنجليزية: Wilderness emergency medical technician)‏ وتُختصر إلى WEMT هو فني طبي للطوارئ مجهز بشكل أفضل من مقدمي الرعاية الصحية المرخصين الآخرين، الذين يعملون عادةً بشكل حصري تقريبًا في البيئات الحضرية، لتحقيق الاستقرار بشكل أفضل وتقييم وعلاج وحماية المرضى في البيئات النائية والقاسية حتى العلاج الطبي النهائي. تم الوصول إلى الرعاية. على الرغم من المصطلح، فإن تدريب فني الطوارئ الطبية البرية متاح وموجه ليس فقط إلى فني الطوارئ الطبية، ولكن أيضًا للمسعفين والممرضين المسجلين قبل دخول المستشفى والممرضين المسجلين ومساعد الطبيب والطبيب. بعد كل شيء، بدون فهم المعدات والمهارات والمعرفة القابلة للتطبيق اللازمة للعمل بشكل أفضل في البيئات البرية، بما في ذلك الفهم الأساسي للقضايا الطبية ذات الصلة التي يتم مواجهتها بشكل أكثر شيوعًا، قد يصبح مقدم الخدمة المتقدم في كثير من الأحيان أكثر بقليل من المستجيب الأول عندما دعا في مثل هذه الحالة الطارئة. يتشابه تدريب وشهادة فني الطوارئ الطبية البرية في نطاق دعم الحياة البرية المتقدم (WALS) أو الدورات التدريبية الأخرى لمقدمي الخدمات المتقدمين مثل (دعم الحياة البرية المتقدم)، (ترقية الحياة البرية للمهنيين الطبيين)، (الطب البري للممارس المحترف)، و (الطب عن بعد لمقدمي الخدمات المتقدمين). على عكس التدريب التقليدي على طب الطوارئ، يركز طب الطوارئ في البرية بشكل أكبر على رعاية المرضى على المدى الطويل في المناطق النائية حيث أن الحصول على رعاية المستشفى التقليدية على بعد عدة ساعات أو حتى أيام.
بعض من المقدمين الرئيسين لهذا النوع مقدمي من التدريب الطبي في الولايات المتحدة تشمل ستونهارث لفرص التعليم المفتوح، أقدم مدرسة تعمل باستمرار لطب الحياة البرية في العالم ومعهد الطب البري في (مدرسة القيادة الوطنية في البيئة المفتوحة)، جمعيات الطب البري، آيري للطب البري، مركز السلامة البرية، طب المناطق النائية الدولي.

## التاريخ
قرب نهاية القرن التاسع عشر، بدأت المنظمات التطوعية مثل سانت جون للإسعاف بتعليم مبادئ الإسعافات الأولية في مواقع التعدين وبالقرب من مراكز السكك الحديدية الكبيرة. بحلول القرن العشرين، بدأت منظمات إضافية مثل الكشافة والصليب الأحمر الأمريكي بتعليم الإسعافات الأولية للأشخاص العاديين. على مر السنين، دربت هذه المنظمات مئات الآلاف من الأشخاص على عناصر تقديم المساعدة حتى يمكن ترتيب رعاية نهائية. افترض التدريب في هذه الدورات أن الرعاية النهائية كانت قريبة ويمكن تقديمها بسرعة. في نهاية المطاف كان هناك إدراك أن هذا التدريب على الرغم من قيمته، يحتاج إلى استكماله و/أو مراجعته للتعامل مع الوقت الطويل والموارد المحدودة الكامنة عند حدوث أزمة طبية في بيئة برية. في الخمسينات من القرن العشرين، بدأت منظمات مثل منظمة متسلقي الجبال في تطوير برامج تدريبية تلبي هذه الاحتياجات الخاصة. في عام 1966، منحت حكومة الولايات المتحدة، من خلال القانون الوطني لسلامة السيارات والمرور، وزارة النقل (DOT) مسؤولية إنشاء نظام وطني للخدمات الطبية الطارئة (EMS). من هذا البرنامج جاء المنهج الموحد لمنصب فني الطوارئ الطبية (EMT). تم تدريس أول دورة فني الطوارئ الطبية البرية في عام 1976 لمساعدة فنيّي الطوارئ الطبية في كولورادو على تكييف مهاراتهم ومعرفتهم عند العمل مع فرق البحث والإنقاذ. بحلول عام 1977، كانت منظمات مثل ستونهارث لفرص التعليم المفتوح تقدم تدريبًا متخصصًا على الإسعافات الأولية في البرية لمدربيها. في غضون ذلك، أدرك برنامج وزارة النقل الحاجة إلى تطوير تدريب موحد لـ «المستجيبين الأوائل» مثل سائقي الشاحنات ورجال الشرطة ورجل الإطفاء الذين يمكنهم تقديم المساعدة خلال الجزء الأول من «الفترة الذهبية» حتى وصول سيارة إسعاف مع فني الطوارئ الطبية.

## التدريب
تدريب الطوارئ الطبي البري ليست موحدة وتختلف حسب الولاية والمدرسة ولكن عادة ما يشمل حوالي 50 ساعة من التدريب الطبي في الطوارئ البرية بالإضافة إلى التدريب الطبي التقليدي. كل المنضمين إلى برامج تدريب الطوارئ الطبي البري يحملون ترخيص طبي وطني موثق ساري المفعول أو مرخصون معتمدون دوليا في ممارسة طب الطوارئ البري قبل انضمامهم إلى الدورة، ما لم يتضمن البرنامج أيضا بين جنباته منهج فني الطوارئ الطبية في المناطق الحضرية. معظم المدارس تسمح أيضا للعاملين في قطاعات الرعاية الصحية الأخرى، مثل أخصائيو التمريض المسجلون، الأطباء، أو المسعفون، ليصبحوا معتمدون لتقديم الرعاية الطبية في المناطق البرية، ولكن المنهج هو نفسه، ومستوى الرعاية ونطاق الممارسة قد تختلف، وغالبا ما يجب على الطالب أن يسافر لمسافات طويلة لحضور دروس تدريب الطوارئ الطبي البري، ونتيجة لذلك، فإن معظم دروس الطوارئ الطبي تتضمن أخذ دروس مدتها 8-10 ساعات يوميا لمدة أسبوع أو أكثر (اعتمادا على ما إذا كان الطالب هو أساسا أخصائي طب طوارئ).
هناك تركيز قوي على التدريب على تقديم المساعدات مع وسائل بدائية (على سبيل المثال، تثبيت الكسور باستخدام أغصان الشجر والحبل لعمل جبيرة على الطرف المصاب بدلا من أن يتم استخدام أجهزة التجبير الجاهزة والمتاحة تجاريا). في البراري، فإنه من غير المرجح أن المعدات المتخصصة التي توجد في سيارات الإسعاف ستكون متوفرة، وبالتالي فإن التركيز يصب على استخدام ما هو في متناول اليد في تقييم حالة المريض ورعايته. وهناك أيضا تركيز أكبر على الرعاية بعيدة المدى للمريض عند الأخذ بالحسبان أنه قد يجب على موفر الرعاية البقاء مع المريض لساعات طوال، بخلاف موفرو الرعاية الحرجة في المناطق الحضرية والذين لا يبقون مع المريض لساعة واحدة على الأكثر قبل وصولهم للمشفى.
يمكن لتوفير الرعاية في البرية أن يكون مهمة شاقة، حيث أن قاعدة الساعة الذهبية لرعاية المريض هي أمر قطعي ولازم، وربما قد يجب على موفر الرعاية البقاء مع المريض لساعات طوال لمعالجة حالاتهم والعمل على استقرارها لحين وصولهم للمشفى. طب البراري غالبا ما يتحدث عن أن فرص حياة المريض بإصابات حرجة تتناقص بشكل كبير بعد مرور حوالي 24 ساعة من دون الوصول للرعاية الصحية المتقدمة في المستشفيات.
يمكن للمستجيب الأول لـ فني الطوارئ الطبية البرية والبرية إجراء تدخلات أكثر تقدمًا، مثل إعطاء المرضى الأدوية الموصوفة خارج نطاق فني الطوارئ الطبية الحضري أو المستجيب الأول مع التوجيه الطبي خارج الخط. تتضمن بعض هذه الأدوية أدوية للألم والحمى والالتهابات اعتمادًا على الأوامر الدائمة التي يمتلكها فني الطوارئ الطبية البرية.
يُسمح أيضًا لفني الطوارئ الطبية البرية ببعض الأعمال خارج نطاق ممارسة فني الطوارئ الطبية الحضرية، مثل وقف الإنعاش القلبي الرئوي بعد كل الجهود قد استنفدت، إرجاع ورد خلوع المفاصل واستبعاد إصابات العمود الفقري، وبالمقابل، فإن دورات تدريب الطوارئ الطبي البري تتوفر في أيرلندا والمملكة المتحدة ولكن غير معترف بها من قبل هيئات الإدارة المعنية لتقديم الرعاية قبل الوصول إلى المستشفى.